# Glaphyra bassettii
Glaphyra bassettii là một loài bọ cánh cứng trong họ Cerambycidae.